# Gestão privada de hospitais públicos
A gestão privada de hospitais públicos consiste na utilização de recursos administrativos privados na gestão dos hospitais públicos. As empresas privadas que ficam responsáveis por essa gestão costumam ser conhecidas como Organizações Sociais de Saúde.
Há ainda muito preconceito com relação à concessão da gestão de serviços públicos à iniciativa privada, associada ao temor de que na iniciativa privada é mais fácil acontecer corrupção. Novos métodos de acompanhamento dos gastos com transparência e divulgação de dados detalhados da gestão associados ao interesse e acompanhamento da sociedade, tem diminuído esse preconceito.

## A concessão
A concessão é uma modalidade de contrato do direito público em que o poder público atribui à empresas ou entidades, da exploração e/ou execução de serviço ou obra pública, com recursos públicos. Nesse caso, titularidade do serviço continua a ser do Estado, somente o exercício que é transferido para o agente privado. Essa modalidade de contrato está prevista na Constituição Brasileira de 1988 e é importante para garantir a agilidade que a saúde pública, por definição, precisa.

## Eficiência administrativa
Não se trata de um privatização do serviço público, nesse caso, mas sim profissionalização da administração. A flexibilização objetiva acabar com a morosidade do serviço público e criar mecanismo de melhora de atendimento e reconhecimento dos profissionais que contribuem para isso.

## Participação do terceiro setor
A aproximação do setor público com entidades do terceiro setor é um tendência, que visa a melhoria dos serviços públicos em prol da população, além de desaparelhamento do Estado.

## Experiências no Brasil
O estado do Tocantins foi pioneiro na concessão da gestão de hospitais públicos à entidades privadas. Em 1995, o então governador José Wilson Siqueira Campos permitiu que entidades filantrópicas e associações sem fins lucrativos gerissem hospitais públicos para promover a descentralização do serviço de saúde, conforme diretrizes do SUS. A experiência se demonstrou virtuosa.
O governador Eduardo Campos, em Pernambuco, implementou tais modificações no modelo de gestão no seu estado e também objete sucesso nas suas experiências de gestão privada de hospitais públicos.
O Estado de São Paulo aplicou o conceito em maior escala, atingindo mais de 20 hospitais da rede pública. Nesse caso houve o envolvimento prioritário de universidades e integrou os atendimentos de postos de saúde. Algumas experiência se mostraram mais bem sucedidas que outras, mas prova que o sistema permite ajustes e tende a melhorar com o tempo e a experiência, sendo imprescindível também a participação dos usuários.